# 楊文卿
楊文卿（1436年—？），字質夫，號菘畦，浙江寧波府鄞縣人，民籍，明朝政治人物。進士出身。

## 生平
六月十三日生。早年出身國子生，成化四年（1468），戊子科浙江鄉試第一名（解元）。成化十四年（1478年）戊戌科會試第二名，殿試登進士第二甲第八名。授刑部主事，弘治元年（1488年）七月升山西按察司佥事提督学校，六年三月官至山东提学副使。

## 家族
曾祖父楊社□。祖父楊灝，恩例冠帶。父亲楊寔，號南里，曾任安福县訓導，贈刑部主事。母金氏，继母陳氏。重庆下。娶李氏（1437年-1513年），封太恭人。子杨叔通，正德三年進士。